# Матвеевский, Сергей Феофанович
Сергей Феофанович Матвеевский (24 сентября 1915, Киев — 15 ноября 1995, Москва) — доктор технических наук, лауреат Сталинской и Ленинской премий.

## Биография
Окончил Ленинградский электротехнический институт связи.
Служил в РККА (ВМФ) с 1940 года, участник войны, инженер-капитан (позднее имел звание полковника).
После окончания войны — в Разведуправлении Главморштаба ВМФ, начальник лаборатории № 2 4-го отделения 10 отдела.
С 1947 г. работал в КБ-1 (с 1966 МКБ «Стрела», с 1971 ЦКБ «Алмаз»).
С 1955 г. главный конструктор системы управления крылатой (противокорабельной) ракеты К-10С.
С 1960 г. доцент, с 1975 г. профессор кафедры 303 Московского авиационного института.

## Награды и звания
- Доктор технических наук;
- Ленинская премия;
- Орден Ленина;
- Орден Отечественной войны II степени (06.04.1985);
- Орден Трудового Красного Знамени;
- Орден Красной Звезды;
- Медали, в том числе:
  - Медаль «За оборону Кавказа»;
  - Медаль «За победу над Германией в Великой Отечественной войне 1941—1945 гг.».

## Научные труды
- Теoрия регулярных и случайных сигналoв [текст] : конспект лекций. Ч. 1 : Регулярные сигналы / Матвеевский Сергей Феофанович — Москва : [б. и.], 1971. — 81 с. : черт. — Список лит.: с. 80 (6 назв.).
- Основы системного проектирования комплексов летательных аппаратов [Текст] / С. Ф. Матвеевский. — Москва : Машиностроение, 1987. — 240 с. : ил. — Библиогр.:
- Исследование эффективности систем радиосвязи на искусственных спутниках Земли (ИСЗ) по критерию надежности [Текст] / С. Ф. Матвеевский, В. Л. Шихматова // Известия ЛЭТИ / . — 1967. — Вып. 56, ч. 4. — С. 134—142
- Основы системного проектирования : [В 2-х кн.] / С. Ф. Матвеевский. — М. : СНПО «Алгоритм», 1981. — 20 см. Кн. 1. — М. : СНПО «Алгоритм». — 217 с. : ил. Кн. 2. — М. : СНПО «Алгоритм». — 301 с. : ил.
- Оценка эффективности информационных комплексов при испытаниях ЛА : Учеб. пособие по курсу «Основы системотехники» / С. Ф. Матвеевский. — М. : МАИ, 1980. — 47 с. : ил.; 21 см.
- Теория регулярных и случайных сигналов [Текст] : Конспект лекций / М-во высш. и сред. спец. образования СССР. Моск. авиац. ин-т им. Серго Орджоникидзе. — Москва : [б. и.], 1971. — 20 см.
- Вопросы передачи, распределения и обработки информации в задачах испытаний летательных аппаратов : Темат. сб. науч. тр. ин-та / Моск. авиац. ин-т им. Серго Орджоникидзе; [Редкол.:Матвеевский С. Ф. (пред.) и др.]. — М. : МАИ, 1982. — 80 с. : ил.; 20 см.

## Семья
- Отец — Феофан Порфирьевич (1895—1967, г. Феодосия), полковник медицинской службы, начальник санатория МО в г. Феодосии;
- Мать — Александра Павловна (урожденная Шматова, 1898—1971, г. Феодосия), медицинская сестра санатория МО в г. Феодосия;
- Жена (с 1940) — Сталь Галина Николаевна (1918—2004).
- Дети:
  - Андрей (род. 1951 год),
  - Близнецы Александр и Сергей (род. 15 декабря 1953). Александр кандидат медицинских наук, сосудистый хирург; Сергей кандидат технических наук, доцент, преподаватель ряда московских высших учебных заведений.